# Impostor (2001)
Impostor (dt. Hochstapler) ist ein US-amerikanischer Science-Fiction-Film aus dem Jahr 2001. Die Literaturverfilmung basiert lose auf der gleichnamigen Kurzgeschichte von Philip K. Dick. Der Film ist auch unter dem Titel Impostor – Der Replikant bekannt.
Der Film war ursprünglich eine 30-Minuten-Episode des nie fertiggestellten Films The Light Years Trilogy. Die Produktionsfirma Dimensions Films war beeindruckt von dem bereits vorhandenen Material, so dass nach zahlreichen Nachdrehs und zusätzlichen Spezialeffekten ein kompletter Spielfilm entstand. Der 102 Minuten lange Film wurde dann neu geschnitten, um die Jugendfreigabe zu erhalten. Die Originalfassung erschien als sogenannter Director’s Cut auf DVD.

## Handlung
Im Jahr 2079 befinden sich die Erde und ihre Kolonien im Krieg mit einer außerirdischen Spezies, den Centauri. Der Krieg tobt seit beinahe 30 Jahren und hat zu tiefgreifenden Veränderungen geführt. Nationalstaaten wurden aufgelöst, die Menschheit zwar gegen den fast übermächtigen Feind geeint, aber zum  Preis der Aufgabe der Demokratie und eines großen Teils der Bürgerrechte. Zahlreiche Städte wurden von den Centauri durch Bombenangriffe zerstört.
Spencer John Olham, dessen Vater im Krieg starb, ist Wissenschaftler im Dienst der Regierung. Olham arbeitet mit seinen Kollegen an einem Geheimprojekt, einer ultimativen Bombe, mit der die Centauri ausgelöscht werden sollen. Olham und seine Frau Maya, die in einem Veteranenkrankenhaus als Ärztin beschäftigt ist, sind eingeladen, an einem Empfang zu Ehren der Kanzlerin teilzunehmen. Bevor sie die Einladung jedoch wahrnehmen können, wird Olham an seinem Arbeitsplatz festgenommen. Der irdische Geheimdienst konnte einen centaurischen Kurier abfangen und Teile der Nachricht entschlüsseln, die er überbringen sollte. Aus den Fragmenten der Nachricht geht hervor, dass Spencer Olham getötet und durch einen centaurischen Replikanten ersetzt werden sollte, der in seinem Körper eine Bombe trägt, die sich erst kurz vor der Detonation zusammensetzt und deren Existenz nicht bewiesen werden kann, ohne den Träger zu töten.
Der Geheimdienst-Offizier Hathaway ist davon überzeugt, dass der Austausch bereits stattgefunden hat und das Ziel des Attentäters die Kanzlerin ist. Olham, der zunächst nicht weiß, was eigentlich vorgeht, wird unter Drogen gesetzt und soll zwecks Detektierung der Bombe getötet werden. Schließlich kann er jedoch fliehen und versucht sich mit seiner Frau in Verbindung zu setzen. Maya Olham wird unterdessen von Hathaway unter Druck gesetzt.
Mit Hilfe eines Outlaws kann Olham, der durch seine Flucht außerhalb des Schutzschirms der Stadt geraten ist, zum Krankenhaus zurückkehren, in dem seine Frau arbeitet. Er wird davon getrieben zu beweisen, dass er kein Replikant ist. Den Beweis kann er allerdings nur durch einen Körperscan erbringen, der im Krankenhaus durchgeführt werden muss. Bevor der Scan abgeschlossen werden kann, wird Olham von Hathaway erneut aufgespürt und flieht. Olham nimmt Kontakt zu seiner Frau auf und bittet sie, ihn dort zu treffen, wo sie sich kennengelernt haben, denn inzwischen ist ihm bewusst geworden, dass er seine Menschlichkeit nur beweisen kann, wenn er das Raumschiff mit dem Replikanten findet, das den Schutzschirm der Erde durchbrochen hat.
Maya Olham trifft sich mit ihrem Mann, wurde allerdings von Hathaway beschattet, und so erscheint dieser zusammen mit Dutzenden Soldaten. Die Olhams fliehen und finden in der Nähe das bewusste Raumschiff. Während der Wissenschaftler versucht, das Raumschiff zu öffnen, nähert sich Hathaway zusammen mit den Soldaten. Es stellt sich heraus, dass die nunmehr vollständig entschlüsselte Nachricht des Centauri-Kuriers sich nicht (nur) auf Olham, sondern auf dessen Frau bezog. Olham selbst war nur das Mittel zum Zweck. Tatsächlich erblickt Olham, dem es gelungen ist, das Raumschiff zu öffnen, den Leichnam seiner Frau. Maya Olham, die nun enttarnt ist, versucht zu fliehen und wird von Hathaway erschossen. Während Olham den toten Replikanten seiner Frau festhält, räumen die Hathaway begleitenden Soldaten einige Trümmer beiseite – und entdecken einen weiteren Leichnam. Olham blickt in das Raumschiff und sieht – sich selbst. Während der Erkenntnis und des Erstaunens, dass auch er ein Replikant ist, zündet die Bombe in seinem Innern.

## Kritik
„Nicht sonderlich origineller Science-Fiction-Film nach der gleichnamigen Kurzgeschichte von Philip K. Dick (‚Blade Runner‘), der aber zunehmend zu Eigenständigkeit findet.“

## Sonstiges
- In Deutschland kam der Film nie in die Kinos, er wurde direkt auf DVD am 22. April 2005 veröffentlicht.
- Das Budget des Films betrug 40 Mio. US-Dollar, doch der Film spielte nur rund 6,3 Mio. Dollar in den USA wieder ein.[3]
- Zu Beginn des Filmes sind vereinzelte Szenen aus anderen Filmen zu sehen, so u. a. Soldaten aus Starship Troopers, zudem tragen die Soldaten im Film die alten Körperpanzerungen aus Starship Troopers.

## Auszeichnungen
Gary Fleder wurde für einen Preis des Festival Internacional de Cinema do Porto nominiert.